# ایگناتیفسکی
ایگناتیفسکی (به لاتین: Ignatyevsky) یک منطقهٔ مسکونی در روسیه است که در شهرستان کوشخابلسکی واقع شده‌است. ایگناتیفسکی ۹۱۶ نفر جمعیت دارد.